# Catedral de San José (Baton Rouge)
La Catedral de San José (en inglés: St. Joseph Cathedral ) es una catedral católica ubicada en el centro de Baton Rouge, Luisiana, al sur Estados Unidos. Es la iglesia madre de la diócesis de Baton Rouge, y se le ha incluido en el Registro Nacional de Lugares Históricos desde 1990.
La Parroquia de San José fue fundada como la Parroquia de Nuestra Señora de los Dolores en 1792 ; su nombre fue cambiado algún tiempo después de que Luisiana se convirtió en un Estado en 1812 cuando el Inglés se hizo más común como idioma de la población en Baton Rouge. El actual edificio de la iglesia, se inició en 1853. La iglesia fue designada la catedral de la Diócesis de Baton Rouge por el Papa Juan XXIII en la bula de erección "Peramplum novas Aureliae" del 22 de julio de 1961; la erección de la diócesis tuvo lugar el 8 de noviembre de 1961, con el Reverendísimo Robert Emmet Tracy como es el primer obispo. El edificio de la iglesia se sometió a una renovación interior significativa en 1967 y fue re- inaugurado el 30 de septiembre de 1970. 

## Galería de imágenes

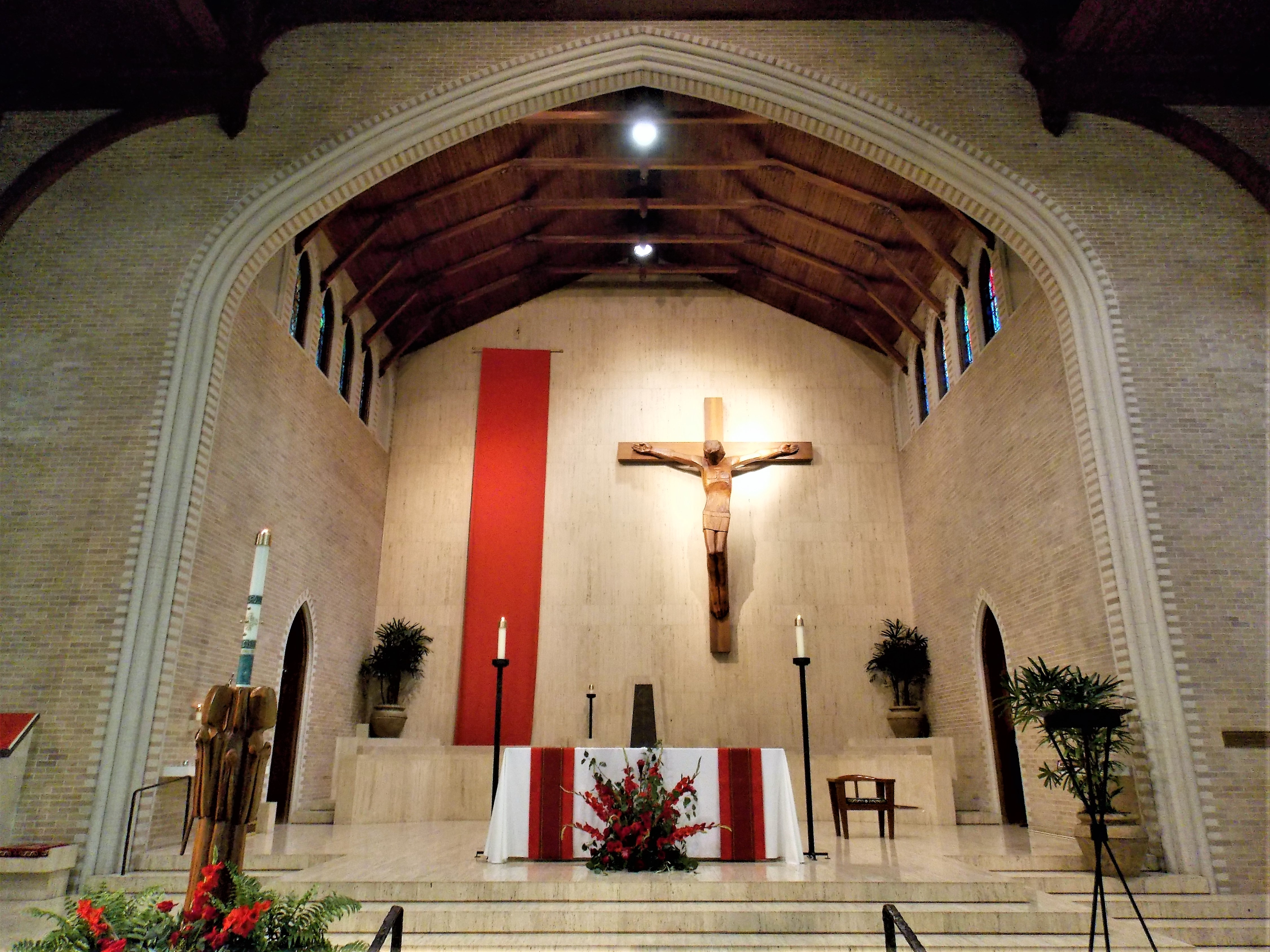
Interior de la catedral
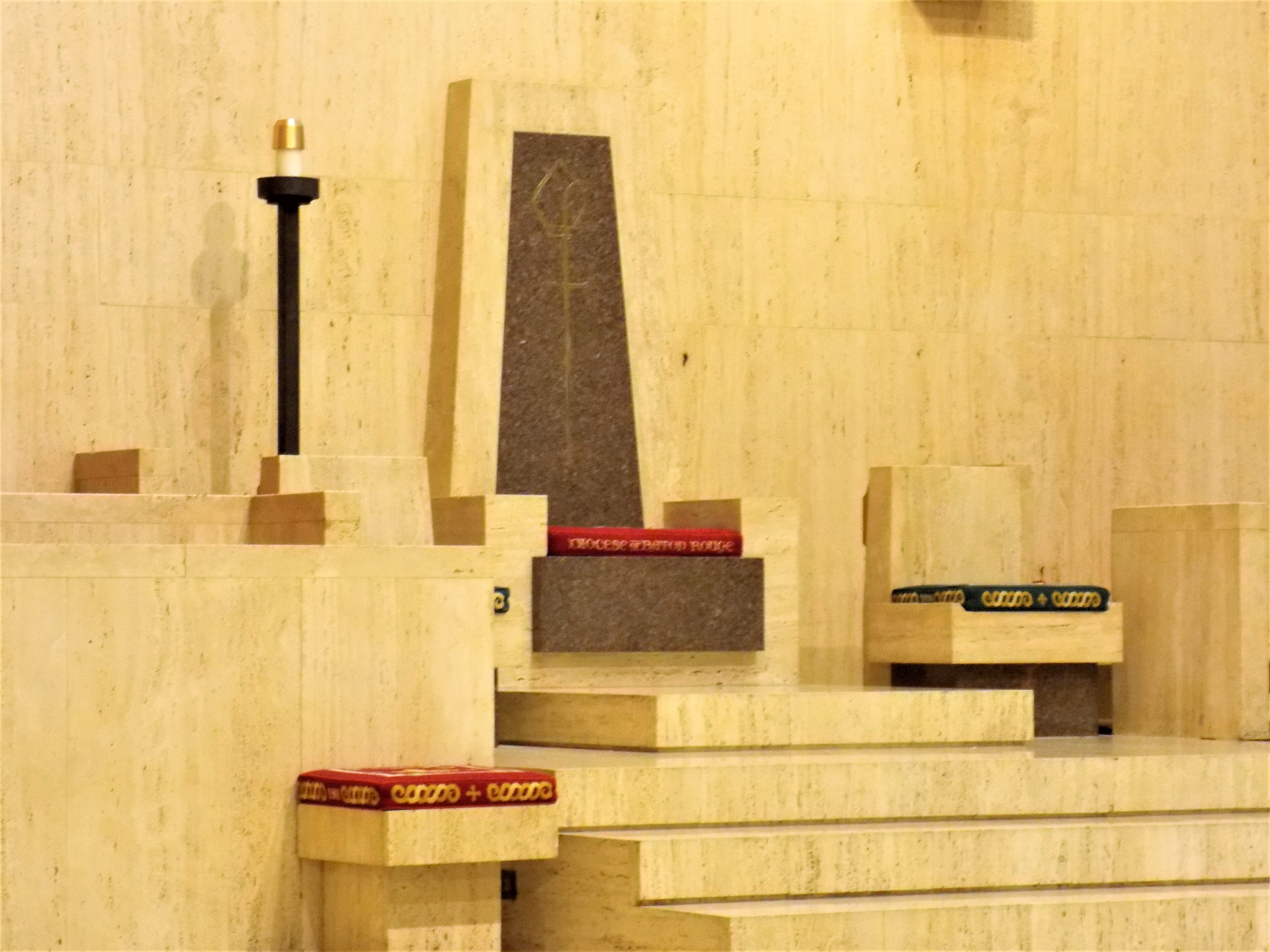
Cathedra
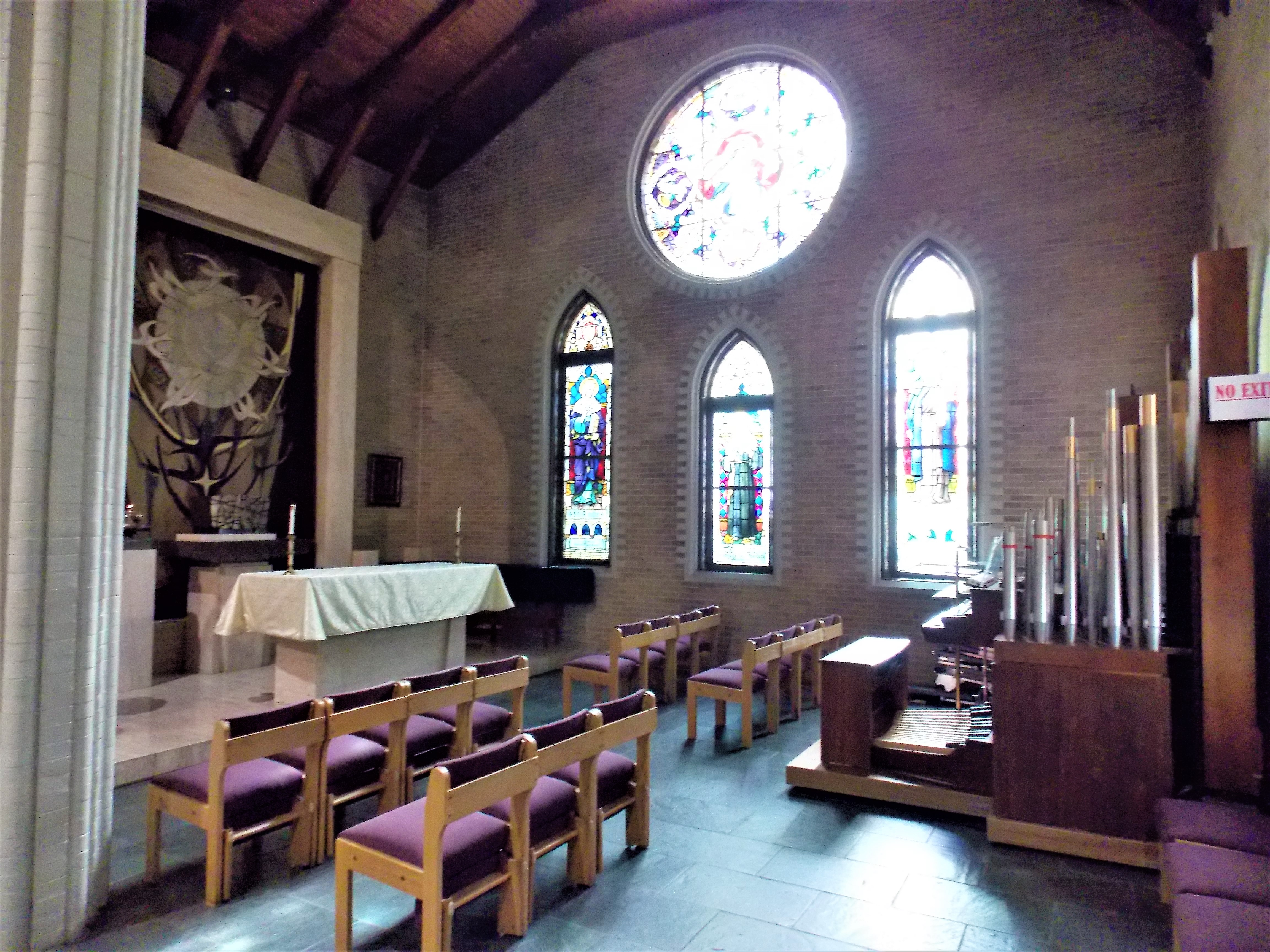
Capilla
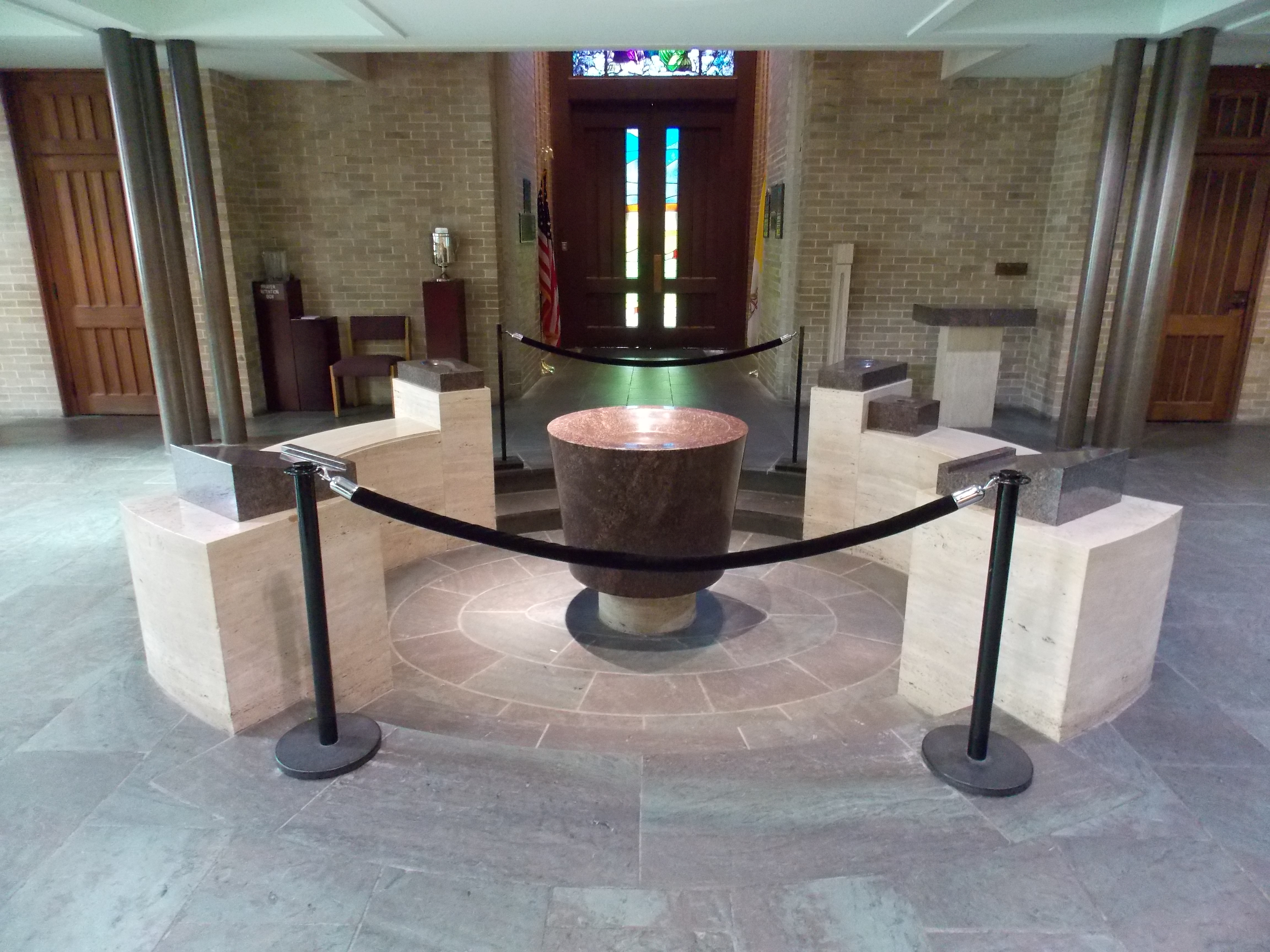
Pila bautismal
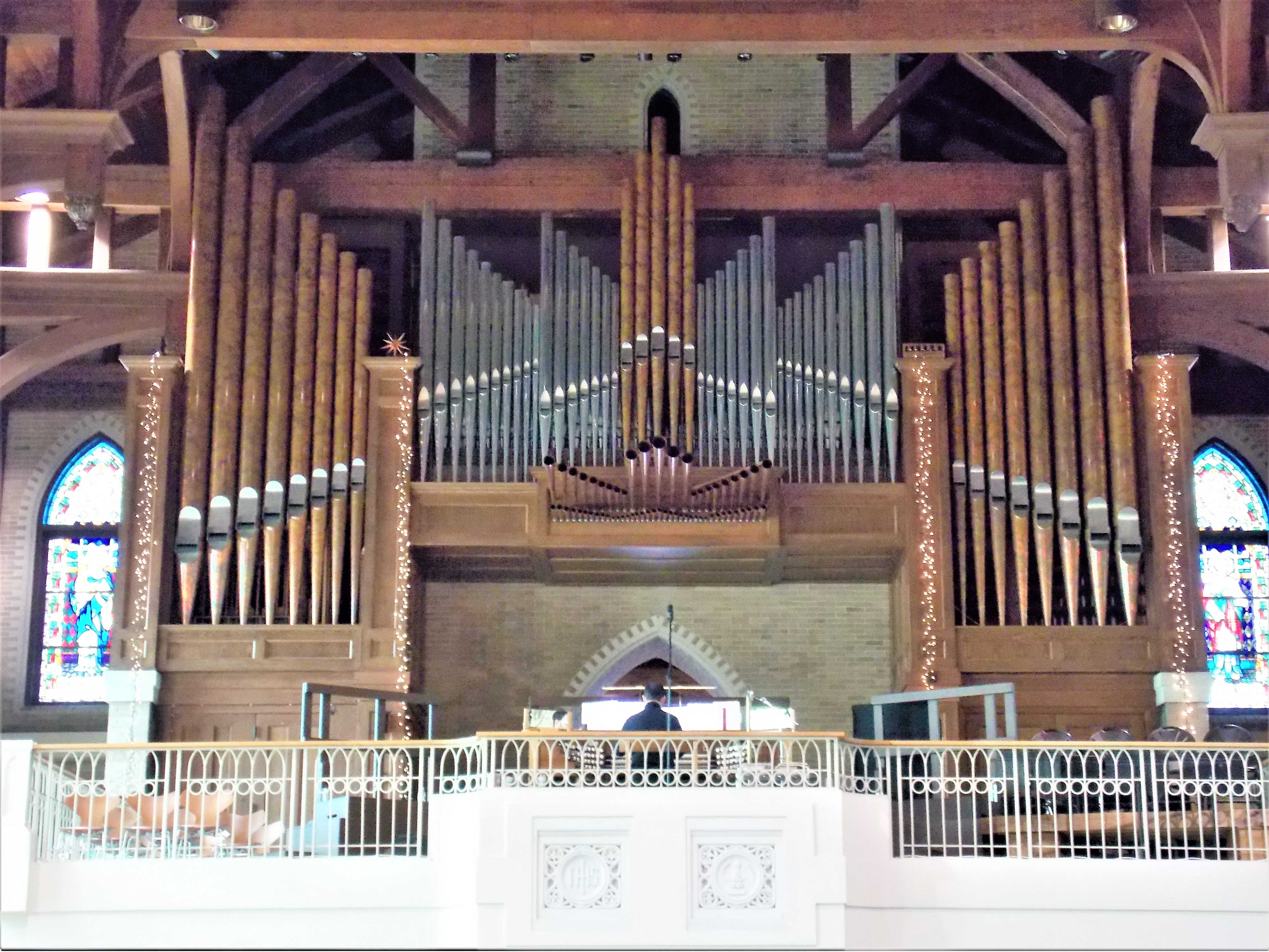
Órgano